# 二苯基丁二炔
二苯基丁二炔是一种有机化合物，化学式为(C6H5C≡C)2，它是常见的二炔烃。它可由苯乙炔在铜试剂的存在下进行格拉泽偶联反应得到。也有文献报道了其它合成方法。
它可以形成金属炔烃配合物，如有机镍配合物(C5H5Ni)4C4(C6H5)2。